# Underneath the Colours
Underneath the Colours es el segundo álbum de la banda australiana de rock INXS, publicado el 19 de octubre de 1981. En este álbum se aprecia una composición más madura, lo que llevó a alcanzar un sonido único que caracterizaría los posteriores trabajos del grupo. Incluye las primeras canciones de temática política de la banda y su primera balada, acorde al sentimiento más melancólico del álbum con respecto a su predecesor.

## Datos
En 1981 INXS contrató a Gary Grant como manager de giras, y un año más tarde se convertiría en manager adjunto. Mientras la banda realizaba numerosas actuaciones en vivo, editaron su tercer sencillo titulado "The Loved One", que era una versión de un tema del año 1966 del grupo australiano The Loved Ones. El sencillo fue grabado en el Studio 301 de Sydney, producido por Richard Clapton, y logró posicionarse en el Top 20.
El éxito del sencillo llevó a Clapton y la banda a regresar al Studio 301 entre julio y agosto de 1981 para grabar el segundo álbum de estudio. El álbum fue editado el 19 de octubre de 1981 y se convirtió en un éxito en Australia alcanzando el puesto 15. Con este álbum Michael Hutchence empezó a perfeccionar su proceso de composición, y la banda empezó a encontrar su sonido.
Kirk Pengilly dijo acerca de este álbum, "Fue muy difícil para nosotros. Habíamos hecho gira de nuestro primer álbum y tuvimos que seguir promocionando en directo el segundo. No estábamos preparados para eso y creo que el segundo álbum sufrió un poco por este motivo." Por otra parte Hutchence afirmó estar muy feliz con el álbum: "El primer álbum fue una baratija, pero con este hemos tenido tiempo para gastar. Tuvimos a Richard Clapton en la producción y nos fue de gran ayuda. Analizamos todas las cosas desde un punto de vista de estudio."
El primer sencillo extraído del álbum fue "Stay Young" en octubre, alcanzando el puesto 21 en la lista de éxitos de sencillos australianos en noviembre, fue seguido por el sencillo "Night of Rebellion" en enero de 1982. En julio de 1982 INXS firmó un nuevo contrato con WEA Australia para los lanzamientos en Australia, sudeste asiático, Japón y Nueva Zelanda; con el sello Atco Records en Norteamérica, y con Polygram para el Reino Unido y resto de Europa.
La portada es un grabado del artista británico Cyril Power, titulado Folk Dance.

## Listado de canciones
El álbum está disponible en tres formatos, el estándar en disco de vinilo, en casete de cinta magnética de audio y por último en formato digital de disco compacto.
Edición original en LP
| Lado A |                          |                                                                                               |          |  |
| N.º    | Título                   | Escritor(es)                                                                                  | Duración |  |
| 1.     | «Stay Young»             | Andrew Farriss y Michael Hutchence                                                            | 3:25     |  |
| 2.     | «Horizons»               | Andrew Farriss y Michael Hutchence                                                            | 5:13     |  |
| 3.     | «Big Go Go»              | Andrew Farriss, Tim Farriss, Jon Farriss, Michael Hutchence, Garry Gary Beers y Kirk Pengilly | 3:12     |  |
| 4.     | «Underneath the Colours» | Andrew Farriss y Michael Hutchence                                                            | 3:59     |  |
| 5.     | «Fair Weather Ahead»     | Andrew Farriss, Tim Farriss, Jon Farriss, Michael Hutchence, Garry Gary Beers y Kirk Pengilly | 4:21     |  |

| Lado B |                       |                                                                                               |          |  |
| N.º    | Título                | Escritor(es)                                                                                  | Duración |  |
| 1.     | «Night of Rebellion»  | Andrew Farriss, Michael Hutchence y Kirk Pengilly                                             | 3:44     |  |
| 2.     | «Follow»              | Michael Hutchence y Kirk Pengilly                                                             | 3:53     |  |
| 3.     | «Barbarian»           | Andrew Farriss, Tim Farriss, Jon Farriss, Michael Hutchence, Garry Gary Beers y Kirk Pengilly | 3:00     |  |
| 4.     | «What Would You Do?»  | Andrew Farriss, Tim Farriss, Jon Farriss, Michael Hutchence, Garry Gary Beers y Kirk Pengilly | 3:08     |  |
| 5.     | «Just to Learn Again» | Andrew Farriss, Michael Hutchence y Garry Gary Beers                                          | 4:43     |  |

## Relación de ediciones
Álbum Underneath the Colours
| Formato | Región         | Sello                                                 | Nº de catálogo | Fecha                          |
| LP      | Australia      | Deluxe Records                                        | VPL1 6601      | 19 de octubre de 1981          |
| LP      | Canadá         | Atco Records                                          | 79 01851       | 1981                           |
| LP      | Reino Unido    | RCA Records                                           | RCA LP 3058    | 1984                           |
| LP      | Estados Unidos | Atco Records                                          | 7 90185-1-Y    | 1984                           |
| LP      | Países Bajos   | Mercury Records                                       | 838 926-1      | 1989 (reedición)               |
| LP      | Europa         | Atco Records, Petrol Electric y Universal Music Group | 0602537778911  | 2014 (edición 180 gramos)      |
| MC      | Australia      | Deluxe Records                                        | VPK1 6601      | 19 de octubre de 1981          |
| MC      | Canadá         | Atco Records                                          | 79 01854       | 1981                           |
| MC      | Estados Unidos | Atco Records                                          | 7 90185-4 -Y   | 1984                           |
| MC      | Países Bajos   | Mercury Records                                       | 838 926-4      | 1989                           |
| CD      | Estados Unidos | Atco Records                                          | 7 90185-2      | 1987                           |
| CD      | Canadá         | Atco Records                                          | CD 90185       | 1987                           |
| CD      | Países Bajos   | Mercury Records                                       | 838 926-2      | 1989                           |
| CD      | Australia      | Phonogram Records                                     | 838 926-2      | 1991                           |
| CD      | Europa         | Petrol Electric y Universal Music Group               | 0602527706382  | 2011 (reedición remasterizada) |
| CD      | Australia      | Petrol Electric                                       | 2770638        | 2011 (reedición remasterizada) |

## Créditos
Michael Hutchence, voz principal.
Kirk Pengilly, guitarra, saxofón y coros.
Andrew Farriss, teclados y guitarra.
Tim Farriss, guitarra.
Jon Farriss, batería, percusión y coros.
Garry Gary Beers, bajo y coros.
Richard Clapton, Producción.
Alex Vertikoff, Ingeniería.
David Walsh, Ayudate de ingeniería.
Cyril Power, fotografía de portada.
Chris Murphy, manager.

## Sencillos
1. "Stay Young" (octubre 1981) (AUS #21)
2. "Night of Rebellion (enero de 1982)
3. "Underneath the Colours" (enero de 1982)

## Vídeos
1. "Stay Young"
2. "Underneath the Colours"
3. "Night of Rebellion"

## Gira
INXS realizó varias giras durante el año 1981, "Fear and Loathing Tour", "The Campus Tour", "Stay Young Tour" y "Tour With No Name". Todas ellas fueron en Australia.